# Dodesheide
Dodesheide ist ein Stadtteil im Nordosten von Osnabrück mit 9813 Einwohnern (12/2022), die sich auf 4,49 km² Fläche verteilen. Begrenzt wird der Stadtteil im Norden durch die Vehrter Landstraße, im Westen durch die Landwehr, eine aus Wall und Graben bestehende ehemalige Befestigung des Osnabrücker Stadtgebietes, im Süden durch den Sandbach und die Bahnlinie Osnabrück–Bremen und im Osten durch die Stadtgrenze.

## Geschichte
Der Stadtteil besteht aus Teilbereichen der früheren Gemarkungen Schinkel und Haste. Im Preußischen Gemeindeverzeichnis von 1871 wird ein Gut Dodeshaus, neben Gut Gartlage und Gut Crispinsburg, als zur Gemeinde Schinkel zugehörig gelistet.

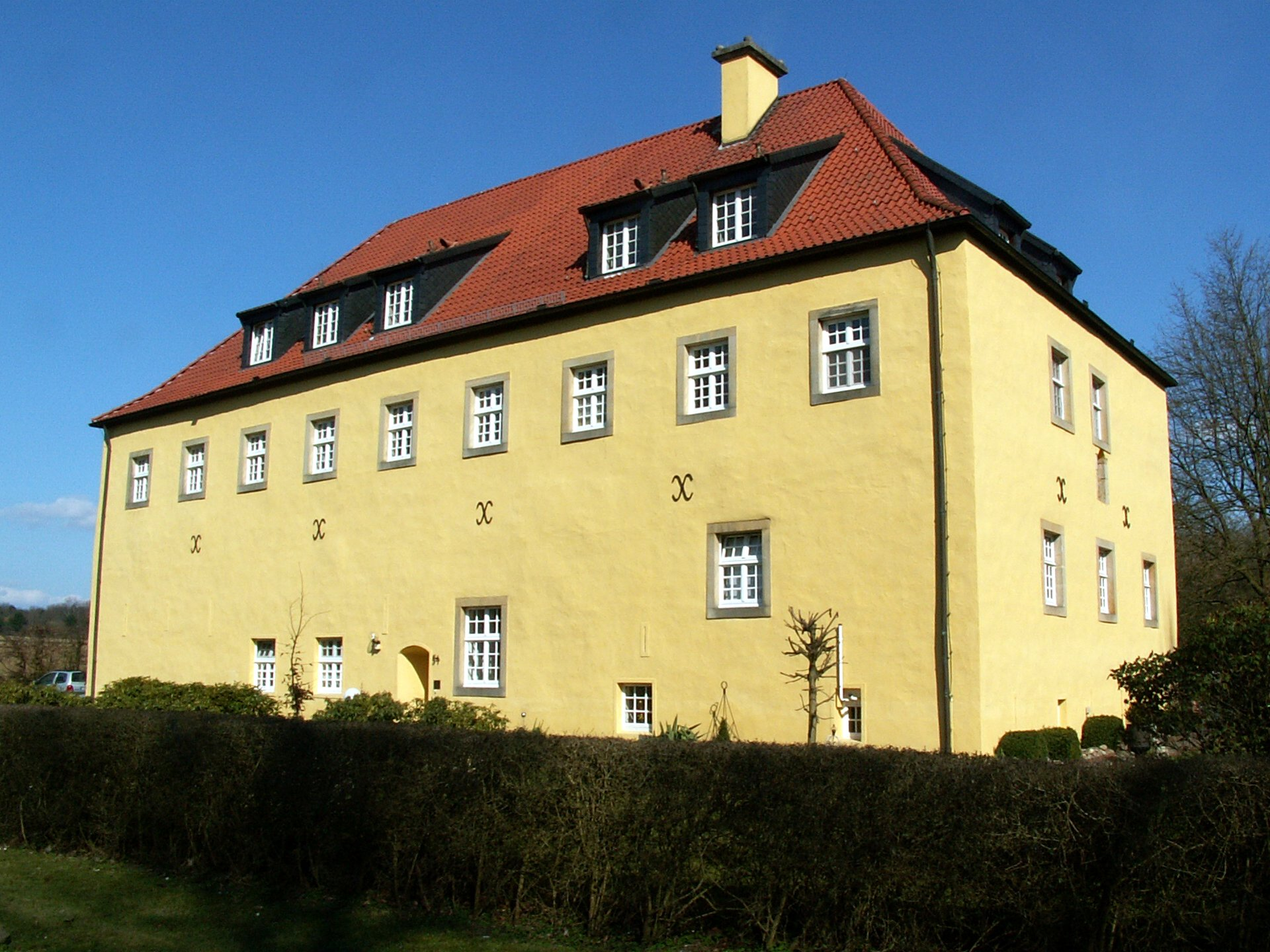
Haus Gartlage

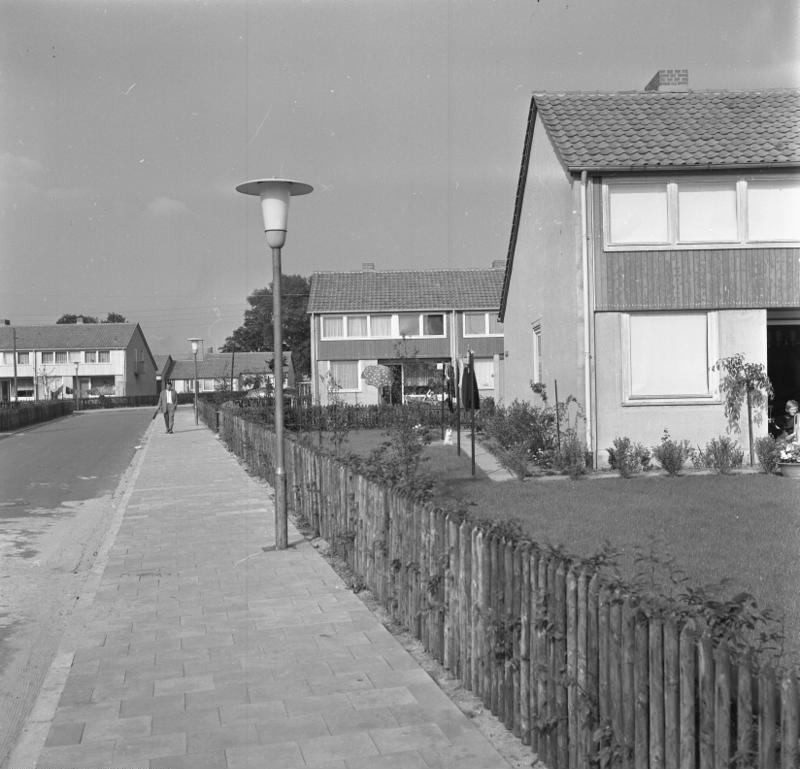
Bebauung in der Dodeshaus-Siedlung (Vechtaer Hof), 1961

Das bedeutendste Bauwerk im Stadtteil ist das Haus Gartlage, ein ehemaliger Jesuitensitz, der vor einigen Jahren zu Wohnzwecken ausgebaut wurde. Ansonsten stammt die Bebauung in der Dodesheide, abgesehen von mehreren Bauernhöfen, erst aus dem 20. Jahrhundert. Seit den 1950er Jahren wurde die Wohnbebauung in mehreren Bauabschnitten systematisch vorangetrieben; besonders hervorzuheben ist hier das Demonstrativbauvorhaben „Dodeshaus“ in den 1960er Jahren im Bereich zwischen Haster Weg und Ellerstraße, das sich hauptsächlich durch Bungalows in Reihenbauweise auszeichnet.
Anfang der 1970er Jahre war die Dodesheide als Standort für die neu zu gründende Universität Osnabrück in der Diskussion; schließlich entschied man sich jedoch für den Westerberg als Standort, Hauptsitz ist das Schloss Osnabrück. Ein Überbleibsel der damaligen Planungen war das Studentenwohnheim Dodesheide des Studentenwerks Osnabrück an der Mecklenburger Straße, das mit zuletzt 202 Wohnplätzen zu den größten Studentenwohnheimen der Stadt zählte. Es wurde 1973 in Containerbauweise errichtet und war zunächst als Provisorium gedacht. Schließlich wurde es noch bis Ende August 2022 genutzt, ehe der Bau wegen der ungünstigen Lage und des altersbedingt schlechten Zustandes aufgegeben und verkauft wurde.
Im Osten der Dodesheide liegt die ehemalige britische Kaserne Mercer und Imphal Barracks (auch Kaserne am Limberg), welche Teil der bis 2009 bestehenden Garnison Osnabrück war. Die Kaserne wurde nach dem Zweiten Weltkrieg auf dem Gelände der NS-Munitionsfabrik „Teuto-Metallwerke GmbH“ errichtet. Außerhalb des Kasernengeländes existierten darüber hinaus viele Soldatenwohnungen sowie zwei britische Schulen. Seit dem Truppenabzug im Jahr 2009 ist der Stadtteil von strukturellen Veränderungen betroffen, so wurden die britischen Schulen geschlossen und die Soldatenwohnungen an Normalbürger vermietet oder verkauft. Das rund 70 Hektar umfassende Kasernengelände selbst befindet sich in einem Konversionsprozess, als Nachnutzung sind vor allem Gewerbe- und Grünflächen vorgesehen.
Die gewöhnliche Deutung des Namens Dodesheide als „Todesheide“ ist wahrscheinlich falsch; vermutlich leitet sich der Name vom altdeutschen Eigennamen „Dodo“ her, ist also als „Dodos Heide“ zu deuten.

### Einwohnerentwicklung
Die Einwohnerentwicklung des Stadtteils Dodesheide:
| Datum             | Einwohner |
| ----------------- | --------- |
| 31. Dezember 2004 | 7499      |
| 31. Dezember 2005 | 7468      |
| 31. Dezember 2006 | 7413      |
| 31. Dezember 2007 | 7583      |
| 31. Dezember 2008 | 7757      |

| Datum             | Einwohner |
| ----------------- | --------- |
| 31. Dezember 2009 | 7966      |
| 31. Dezember 2010 | 8285      |
| 31. Dezember 2011 | 8647      |
| 31. Dezember 2012 | 8893      |
| 31. Dezember 2013 | 9193      |

| Datum             | Einwohner |
| ----------------- | --------- |
| 31. Dezember 2014 | 9415      |
| 31. Dezember 2015 | 9569      |
| 31. Dezember 2016 | 9939      |
| 31. Dezember 2017 | 10.108    |
| 31. Dezember 2018 | 9936      |

| Datum             | Einwohner |
| ----------------- | --------- |
| 31. Dezember 2019 | 9789      |

## Einrichtungen
In der Dodesheide gibt es zwei Kirchen: die ev.-luth. Thomaskirche und die kath. St.-Franziskus-Kirche. Hinzu kommt ein Versammlungsraum der Zeugen Jehovas. Einen Friedhof gibt es ebenfalls, den Waldfriedhof Dodesheide.
Öffentliche Schulen sind die Grundschule Schule in der Dodesheide, die Förderschule Herman-Nohl-Schule sowie eine Außenstelle der Berufsbildenden Schulen Haste am Limberg. Das städtische Gemeinschaftszentrum Lerchenstraße ist Anlaufpunkt für Kinder, Jugendliche und Erwachsene und bietet regelmäßig Veranstaltungen und Fahrten an. Neben dem Gemeinschaftszentrum wurde der erste Großspielplatz der Stadt angelegt, der ebenfalls für alle Generationen vorgesehen ist. In direkter Nachbarschaft liegt der Friedensgarten Osnabrück, ein 10.000 m² großer Gemeinschaftsgarten. Im Osten des Stadtteils, der hauptsächlich aus mehrstöckigen Wohnblocks in Zeilenbauweise besteht, hat der 2012 eingerichtete Quartierstreff Dodesheide-Ost zum Ziel, die sozialen Verhältnisse der dortigen Bewohner zu verbessern.
Für die drei benachbarten Stadtteile im Norden Osnabrücks erscheint die Bürgerzeitung Haste-Dodesheide-Sonnenhügel-Töne.
Zu den ansässigen Vereinen zählen:
- @fire Internationaler Katastrophenschutz Deutschland e. V.
- Stadtsportbund Osnabrück e. V.
- VfB Schinkel e. V. mit der Sportanlage „Am Zuschlag“

Der nach dem Stadtteil benannte Sportverein SSC Dodesheide ist im Nachbarstadtteil Sonnenhügel ansässig.